# 김준용 장군 묘 및 신도비
김준용 장군 묘 및 신도비는 대한민국 경기도 시흥시 군자동에 있다. 1988년 5월 31일 시흥시의 향토유적 제13호로 지정되었다.

## 개요
조선 중기 병자호란의 명장인 병마절도사 김준용(1586~1642)의 묘이다. 
김준용(金俊龍 1586~1642) 장군은 조선중기의 무신이다. 자는 수부(秀夫), 본관은 원주(原州)이다. 선조 때 무과에 급제하여 선전관이 되었고, 인조 때 전라도병마절도사를 역임하였다. 병자호란이 일어나자 군사를 이끌고 적에게 포위당한 남한산성으로 진군하면서 수원의 광교산(光敎山)에서 공경(孔耿)이 이끄는 청나라 군대 수만이 공격해오자 청 태조의 부마 백양고라(白羊高羅) 등 많은 적병을 사살하는 전과를 올렸다. 시호는 충양(忠襄)이다.
묘는 원래 한양의 양천현 남산 기슭, 지금의 서울특별시 강서구 화곡동에 있었으나 도시화계획에 의해 1972년에 현 위치인 시흥시 군자동 산138번지로 이장하였다.

## 같이 보기
- 김준용